# イリーナ・ザリャジュコ
- イリーナ・コロリョーワ
- イリーナ・ザリャシュコ

イリーナ・ウラジミロヴナ・ザリャジュコ（Ирина Владимировна Заряжко、1991年10月4日 - ）は、ロシアの女子バレーボール選手。ポジションはミドルブロッカー。ロシア代表。現姓：コロレワ（Королёва）。

## 来歴
ノヴォシビルスク出身。2013年、ロシア代表に初選出され、同年5月のモントルーバレーマスターズで代表デビューした。ワールドグランプリに出場し、レギュラーで活躍した。
2014年、イタリアで開催された世界選手権に出場した。2015年の欧州選手権で大会2連覇に貢献し、自身もベストミドルブロッカー賞を受賞した。2016年、リオ五輪に出場した。
2019年、ワールドカップではベストブロッカー部門で1位になる活躍で銅メダル獲得に貢献した。

## 球歴
- オリンピック - 2016年
- 世界選手権 - 2014年、2018年
- ワールドカップ - 2019年
- グラチャン - 2017年
- 欧州選手権 - 2013年、2015年、2017年
- ワールドグランプリ - 2013年、2014年、2016年、2017年

## 受賞歴
- 2013年 - モントルーバレーマスターズ　ベストブロッカー賞
- 2015年 - 欧州選手権  ベストミドルブロッカー賞
- 2019年 - ワールドカップ ベストミドルブロッカー賞

## 所属クラブ
- Samorodok Khabarovsk（2009-2011年）
- ウラロチカ・エカテリンブルク（2011-2016年）
- ディナモ・カザン（2016-2023年）
- レニングラードカ・サンクトペテルブルク（2013-2024年）
- ディナモ・カザン（2024年-）